# 歌垣
歌垣（うたがき）とは、特定の日時に若い男女が集まり、相互に求愛の歌謡を掛け合う呪的信仰に立つ習俗。現代では主に中国南部からベトナムを経て、インドシナ半島北部の山岳地帯に分布しているほか、フィリピンやインドネシアなどでも類似の風習が見られる。古代日本の常陸筑波山などおいて、歌垣の風習が存在したことが、『万葉集』などから、うかがい知ることができる。

## 概要
歌垣の風習は、日本の他に、中国南部からベトナム、インドシナ半島、フィリピンやインドネシアにも存在する。このことから、古代日本の文化は、東南アジアから中国南部にかけての地域と、一体の文化圏を築いていたという見方もある。
現代の中国南部および東南アジア北部で見られる歌垣を概観すると、祝祭日（多くの場合、播種前の春先）の夜に10代半ばから20代の男女が集会し、衆人環視のもとに男性と女性が一対一で互いに求愛歌を掛け合いながら恋愛関係になる、といった類型が多い。このように、歌垣は未婚男女の求婚の場という性格が強く、また、集団での成年式に起源すると考えられている。
歌垣での歌謡は、多くの場合、固定的な旋律と定型的な歌詞を持ち、三・五・七などの音数律に従う。歌い手は、これらの約束事を守りながら即興でうたう技量と教養を必要とし、なおかつ相手の気を惹かなければならない。歌謡の内容は求愛歌だけにとどまらず、創世神話歌、収穫歌、豊作労働歌、葬送歌などがある。
歌垣の習俗は、焼畑耕作民にも水稲耕作民にも見られるが、特に山岳焼畑地帯で顕著であり、もとは山岳地帯の焼畑耕作民の文化だったと考えられている。

## 日本
古代日本における歌垣は、特定の日時と場所に老若男女が集会し、共同飲食しながら歌を掛け合う呪的信仰に立つ行事であり、互いに求愛歌を掛け合いながら、対になり恋愛関係になるとされる。語源は「歌掛き（懸き）」であり、東国方言の「かがい（嬥歌）」も「懸け合い」に由来すると考えられている。時期としては春秋に行われ、生産の予祝・感謝としての性格を持っていたとされる。場所は、山頂、海浜、川、そして市など、境界性を帯びた地が多く、常陸筑波山、同童子女松原、肥前杵島岳、摂津歌垣山、大和海石榴市、同軽市などの例がある。
古代の言霊信仰の観点からは、ことばうたを掛け合うことにより、呪的言霊の強い側が歌い勝って相手を支配し、歌い負けた側は相手に服従したのだ、と説かれる。歌垣における男女間の求愛関係も、言霊の強弱を通じて決定されることとなる。古代歌謡としての歌垣は、『古事記』『万葉集』『常陸国風土記』『肥前国風土記』などに見える。万葉集巻九の「〈……率(あども)ひて　未通女壮士(おとめおとこ)の　行き集(つど)ひ　かがふ刊歌(かがい)に　人妻に　吾(あ)も交はらむ　吾が妻に　人も言問(ことと)へ……」は、筑波山の歌垣で高橋虫麻呂が詠んだ歌であり、当時の歌垣の様子を窺い知ることが出来る。
時代が下るにつれて、呪的信仰・予祝・感謝行事としての性格は薄れ、性の開放を目的とした野遊びや未婚者による求婚行事となっていった。特に都市の市ではその傾向を強め、『古事記』には顕宗天皇と平群鮪とが女をめぐり海石榴市で歌をたたかわせた逸話が残っている。
奈良時代に入ると、歌垣は中国（唐）から伝来した踏歌と合流した。踏歌には文字通り足を踏み鳴らす動作があり、誰かの歌に反応して集団で足を踏み鳴らすことで場を盛り上げた。天平6年(734年)2月には平城京朱雀門で、宝亀元年(770年)3月には河内由義宮で歌垣が開催され、それぞれ貴族・帰化氏族が二百数十名参加する大規模なショーであった。
清和天皇の時代に正式に宮中行事となった踏歌は歌垣にあった恋愛要素が薄れ、朝廷の平安を寿ぐ雅な芸能へと変化していった。この歌垣の変質について本居宣長は『古事記伝』の中で「続記の頃のは、実の歌垣に非ず」と述べている。
歌垣はその後の歌合、連歌に影響を及ぼしたとされている。現代にも歌垣の残存は見られ、奄美群島のシマ唄の唄遊びや八月踊り、沖縄の毛遊び（もうあしび）に歌垣の要素が強く認められるほか、福島県会津地方のウタゲイや秋田県仙北地方の掛唄にも歌垣の遺風が見られる。

## 中国
現在も雲南省のペー族、チンポー族、イ族、雲南省のミャオ族（花山節）、広西チワン族自治区のチワン族などで祭事として盛んに行われている。